# Amphilothus quincuncialis
Amphilothus quincuncialis is een soort in de taxonomische indeling van de Myzozoa, een stam van microscopische parasitaire dieren. Het organisme komt uit het geslacht Amphilothus en behoort tot de familie Actiniscaceae. Amphilothus quincuncialis werd in 1907 ontdekt door Kofoid.